# Marc Fossard
Marc Aimé Fossard (* 15. August 1912 in Rivery, Département Somme; † 2. Juli 2007 in Vierzon) war ein französischer Kameramann.

## Leben
Fossard begann seine berufliche Laufbahn 1929 als Requisiteur bei der Produktionsfirma Pathé. 1931 avancierte er zum Produktionsmanager. Ab 1932 arbeitete Fossard als Kameraassistent, seit 1934 wurde er als einfacher Kameramann bzw. zweiter Chefkameramann erfahrenen Kollegen wie Jules Kruger und Roger Hubert zugeordnet.
In dieser Blütezeit des französischen Filmes fotografierte Fossard mehrere Meisterwerke von Julien Duvivier und Marcel Carné, darunter Hafen im Nebel, Pépé le Moko – Im Dunkel von Algier und vor allem Kinder des Olymp. Mehrfach, vor allem zu Beginn seiner Karriere (1934–38), agierte Jean Gabin vor seiner Kamera.
Nach dem Zweiten Weltkrieg arbeitete Marc Fossard selbständig und eigenverantwortlich. Seine Filme in dieser Zeit – pure Unterhaltung ohne künstlerischen Anspruch – sind jedoch ohne Bedeutung. Fossard war auch Stammkameramann bei nahezu sämtlichen frühen Werken (1948–55) von Jean-Paul Le Chanois. 1963/64 fotografierte er auch zwei frühe Louis-de-Funès-Komödienerfolge. In den 60er und 70er Jahren hat er außerdem für das Fernsehen gearbeitet. 1980 zog sich Fossard ins Privatleben zurück.

## Filmografie (Auswahl)
bis 1945 einfache Kamera oder Chefkamera, danach nur Chefkamera
- 1934: Menschen im Norden (Maria Chapdelaine)
- 1935: Das Kreuz von Golgatha (Golgotha)
- 1935: Die Liebesgasse von Marokko (La Bandéra)
- 1935: Zwischen Abend und Morgen (Veille d’armes)
- 1936: Zünftige Bande (La Belle Équipe)
- 1936: Anne-Marie
- 1936: Le roi
- 1936: Pépé le Moko – Im Dunkel von Algier (Pépé le Moko)
- 1936: Beethovens große Liebe (Un grand amour de Beethoven)
- 1937: Le messager
- 1937: La dame de Malacca
- 1938: Hafen im Nebel (Le Quai des Brumes)
- 1938: Die Straße der Liebe (Remontons les Champs-Élysées)
- 1939: Entente Cordiale
- 1939: La charrette fantôme
- 1942: Die Nacht mit dem Teufel (Les visiteurs du soir)
- 1943: Der ewige Bann (L'éternel retour)
- 1943/45: Kinder des Olymp (Les enfants du paradis)
- 1944: Le cavalier noir
- 1945: Les gueux au paradis
- 1947: Si jeunesse savait
- 1948: Wenn man die Schule schwänzt (L’école buissonnière)
- 1948: Scandale
- 1949: Envoi des fleurs
- 1949: L’héroïque Monsieur Boniface
- 1950: Mammy
- 1951: Ohne Angabe der Adresse (…Sans laisser d'adresse)
- 1951: Une fille sur la route
- 1951: Heiratsvermittlung (Agence matrimoniale)
- 1952: Das Geheimnis vom Bergsee
- 1952: Im Wirbel von Marseille (Tourbillon)
- 1953: La vierge du Rhin
- 1953: La village magique
- 1954: Papa, Mama, Katrin und ich (Papa, maman, la bonne et moi)
- 1954: Der Sonntagsangler (Poisson d’avril)
- 1954: Die Geflüchteten (Les évadés)
- 1955: Papa, Mama, meine Frau und ich (Papa, maman, ma femme et moi)
- 1955: Skandal in Paris (La môme Pigalle)
- 1956: Heidemarie
- 1956: Frauen, die man nie vergißt (Pitié pour les vamps)
- 1957: Spionagering L (Deuxième bureau contre inconnu)
- 1957: Vacances explosives
- 1958: Madame und ihr Auto (Madame et son auto)
- 1958: Geheimpolizei...Alarmstufe 1 (Rapt au deuxième bureau)
- 1959: Auf euren Hochmut werde ich spucken (J’irai cracher sur vos tombes)
- 1959: Pantalaskas
- 1960: Die Jungfrauen von Rom (I virgini di Roma)
- 1960: Die Sahara brennt (Le Sahara brûle)
- 1961: Sie nennen es Liebe (Douce violence)
- 1961: Freuden der Großstadt (Le tracassin ou Les plaisirs de la ville)
- 1962: Mandrin, der tolle Musketier (Mandrin, bandit gentilhomme)
- 1963: Das übersinnliche Landhaus (L’assassin connaît la musique)
- 1963: Quietsch… quietsch… wer bohrt denn da nach Öl? (Pouic-Pouic)
- 1964: Der Gendarm von St. Tropez (Le Gendarme de St. Tropez)
- 1964: Interpol jagt leichte Mädchen (Requiem pour un caïd)
- 1965: 22 avenue de la Victoire (TV-Mehrteiler)
- 1965: Médard et Barnabé (TV-Serie)
- 1967: Hedda Gabler (TV)
- 1967: Le fil rouge (TV)
- 1970: Céleste
- 1973: C’est plus facile de garder la bouche ouverte
- 1974: Femmes vicieuses
- 1974: Q
- 1975: Ma femme vous plaît...j’adore la votre
- 1977: Les bijoux de Carina (TV)
- 1979: Comme une femme